# سرطان إفرازي
استُخدم مصطلح السرطان الإفرازي في السابق للإشارة حصرًا إلى أورام الثدي النادرة التي تنمو ببطء دون الإشارة إلى موقعها في الثدي. يُسمى هذا النوع الآن سرطان الثدي الإفرازي لأن مصطلح السرطان الإفرازي أصبح يُستخدم أحيانًا للإشارة إلى الأورام التي تنشأ في الأنسجة غير الثديية ولها المظهر المجهري لسرطان الثدي الإفرازي والشذوذ الجيني الأساسي المُشاهد فيه. هذا الشذوذ الجيني هو انتقال جيني متوازن يشكل الجين الاندماجي ETV6-NTRK3 والذي يبدو أنه يسهم في تعزيز نشوء و/أو تقدم كل هذه الأورام. تشمل هذه السرطانات المسماة سابقًا السرطانات الإفرازية ما يلي:

## سرطان الثدي الإفرازي
سرطان الثدي الإفرازي، يُسمى أيضًا السرطان الإفرازي في الثدي، سرطان ثدي بطيء النمو وينشأ لدى الإناث البالغات ولدى الذكور والأطفال أيضًا في نسبة كبيرة من الحالات. على الرغم من ندرته، فإنه النوع الأكثر حدوثًا من سرطان الثدي لدى الأطفال. (وُصف سرطان الثدي الإفرازي أول مرة في 1966 وسُمي آنذاك السرطان الإفرازي).

## السرطان الإفرازي الشبيه بسرطان الثدي
السرطان الإفرازي الشبيه بسرطان الثدي (ويشار إليه أحيانًا باسم سرطان الثدي الإفرازي التماثلي أو التناظري)، ورم غدة لعابية بطيء النمو ينشأ لدى البالغين ولدى الأطفال في عدد كبير من الحالات. غالبًا ما يوجد في الغدة اللعابية النكفية، أو نادرًا في غدة لعابية في الغشاء المخاطي الشدقي أو في الغدة تحت الفك السفلي أو في غدة لعابية صغيرة في الشفة السفلية أو الشفة العليا أو الحنك الصلب. (وُصف أول مرة في 2010).

## سرطان الجلد الإفرازي
أُبلغ عن 26 حالة من سرطان الجلد الإفرازي منذ 2021. في مراجعة أجريت على 25 حالة، حدثت أورام الجلد لدى 16 أنثى و9 ذكور تتراوح أعمارهم بين 13 و98 عامًا (المتوسط: 51.8 سنة). كانت المواقع الأهم لهذه الأورام الإبط (10 حالات) والرقبة (3 حالات) والشفة (3 حالات) مع وجود حالات فردية حدثت في مواقع جلدية أخرى مثل الخد أو الجفن أو الفخذ أو الجلد عند قاعدة حلمة الثدي. عولجت الأورام في المقام الأول بالاستئصال الجراحي بالإضافة إلى العلاج بالأشعة للعقدة اللمفاوية المجاورة في بعض الحالات. على الرغم من الحاجة لمتابعة هؤلاء المرضى لفترات أطول، كانت أورام جميع هؤلاء المرضى قد دخلت في طور هجوع دون أن تظهر مجددًا أو تنتشر إلى الأنسجة البعيدة وفقًا للتقارير الأخيرة. في تقرير حديث لم يُضمّن في سلسلة الحالات السابقة، أصيبت أنثى تبلغ من العمر 31 عامًا بسرطان إفرازي إبطي في الجلد وعولجت إصابتها بالاستئصال الجراحي للورم وبالأشعة للعقد اللمفاوية المجاورة؛ نشأت نقائل في الرئتين لدى المريضة بعد مرور 4 سنوات. تتكون معظم هذه الأورام من خلايا عبّرت عن الجين الاندماجي NTRK3-ETV6. (وُصف سرطان الجلد الإفرازي أول مرة في 2009).

## سرطان الغدة الدرقية من النوع الغدي اللعابي
أُبلغ عن سرطان الغدة الدرقية من النوع الغدي اللعابي، والذي يطلق عليه أيضًا سرطان الثدي الإفرازي التماثلي في الغدة الدرقية، في 12 حالة باللغة الإنجليزية. في مراجعة أُجريت على 11 حالة، شُخص سرطان الغدة الدرقية من النوع الغدي اللعابي لدى الإناث البالغات (9 حالات) والذكور (حالتان) بمتوسط عمر 61.5 سنة (المجال: 36-74 سنة). ظهرت لدى هؤلاء الأفراد كتلة في الغدة الدرقية واشتكى اثنان منهما من ضيق في التنفس واشتكى فرد واحد من بحة في الصوت. يشبه التشريح المرضي النسيجي المجهري لأورامهم ذلك التشريح الخاص بسرطان الثدي الإفرازي إذ تظهر خلايا سرطانية تعبر عن الجين الاندماجي NTRK3-ETV6. عولجت جميع الحالات باستئصال الغدة الدرقية بالإضافة إلى العلاج بالأشعة في 6 حالات و/أو العلاج الكيميائي في 3 حالات. عانى ستة من كل 10 أفراد من النكس موضعي (n = 3) أو نقيلة واحدة أو أكثر (n = 3) بعد العلاج الأولي؛ غزت أورامهم أنسجة الغدة الدرقية الطبيعية المجاورة والقصبة الهوائية والمنصف و/أو الغضاريف وانتشرت إلى الكبد والرئة والكلى والعظام و/أو الأنسجة الرخوة. يبدو أن سرطان الغدة الدرقية من النوع الغدي اللعابي مرض أكثر عدوانية من سرطان الثدي الإفرازي أو السرطان الإفرازي الشبيه بسرطان الثدي في الغدد اللعابية. (وُصف سرطان الغدة الدرقية من النوع الغدي اللعابي أول مرة في 2015).

## السرطان الإفرازي في مواقع أخرى
أُبلغ عن حدوث أورام ذات مظهر نسيجي مجهري مشابه للسرطان الإفرازي وتتكون من خلايا تعبر عن الجين الاندماجي NTRK3-ETV6 في تجويف الأنف لدى امرأة تبلغ من العمر 51 عامًا (حجم الورم: 1.5×1.5×0.4 سم) وامرأة تبلغ من العمر 62 عامًا (حجم الورم: 4×4×1.5) وفي الجيوب الغربالية لأنثى تبلغ من العمر 67 عامًا وفي رئة أنثى تبلغ من العمر 62 عامًا (تبلغ أكبر أبعاده 8.5 سم) وفي فرج أنثى تبلغ من العمر 51 عامًا.